# Rhipsalis puniceo-discus
A Rhipsalis puniceo-discus egy kultúrából kevéssé ismert epifita kaktusz.

## Jellemzői
Gazdagon elágazó lecsüngő epifita, nagyon gracilis, majdhogy cérnavékony ágakkal, világoszöld ágai sok léggyökeret képeznek. Fiatal ágai néha 6-os csokorként jelennek meg az idősebb szegmensek csúcsain. Virágai nagyok, 15 mm hosszúak, fehérek. Porzószálai narancsszínűek, de legalább a tövükön azok. A termése kezdetben sötétvörös, majd az érés során aranysárga színű lesz.

## Elterjedése
Brazília: Rio de Janeiro, São Paulo, Paraná, Santa Catarina államok. Epifitikus atlanti erdőkben 1200 m tengerszint feletti magasságig.

## Rokonsági viszonyai
A Calamorhipsalis subgenus tagja. Vegetatív állapotban hasonlít a kevéssé ismert Rhipsalis hoelleri fajra.